# 礒部王
礒部王（いそべおう、生没年不詳）は、奈良時代の皇族。左大臣・長屋王の孫で、桑田王の子。官位は従五位上・内匠頭。

## 経歴
聖武朝の神亀6年（729年）長屋王の変が発生し、祖父の左大臣・長屋王や父の桑田王が横死した際、礒部王は乳幼児であったと想定される。
称徳朝の天平神護3年（767年）无位の諸王らに対して叙位が行われた際、礒部王は従五位下に叙爵する。神護景雲3年（769年）大監物に再任された。
光仁朝の宝亀5年（774年）多治比長野の後任として参河守を兼ね、宝亀7年（776年）従五位上に昇叙される。宝亀9年（778年）参河守を帯びたまま内匠頭に任ぜられた。

## 官歴
『続日本紀』による。
- 天平神護3年（767年） 正月18日：従五位下（直叙）
- 神護景雲3年（769年） 6月1日：大監物（再任）
- 宝亀5年（774年） 9月25：兼参河守
- 宝亀7年（776年） 正月7日：従五位上
- 宝亀9年（778年） 8月20日：内匠頭、参河守如故

## 系譜
注記のないものは『本朝皇胤紹運録』による。
- 父：桑田王
- 母：不詳
- 妻：巨勢部女王（大坂王[2]または大炊王（淳仁天皇?）の娘・安倍内親王[3]）
  - 男子：石見王